# Johann Mulzer

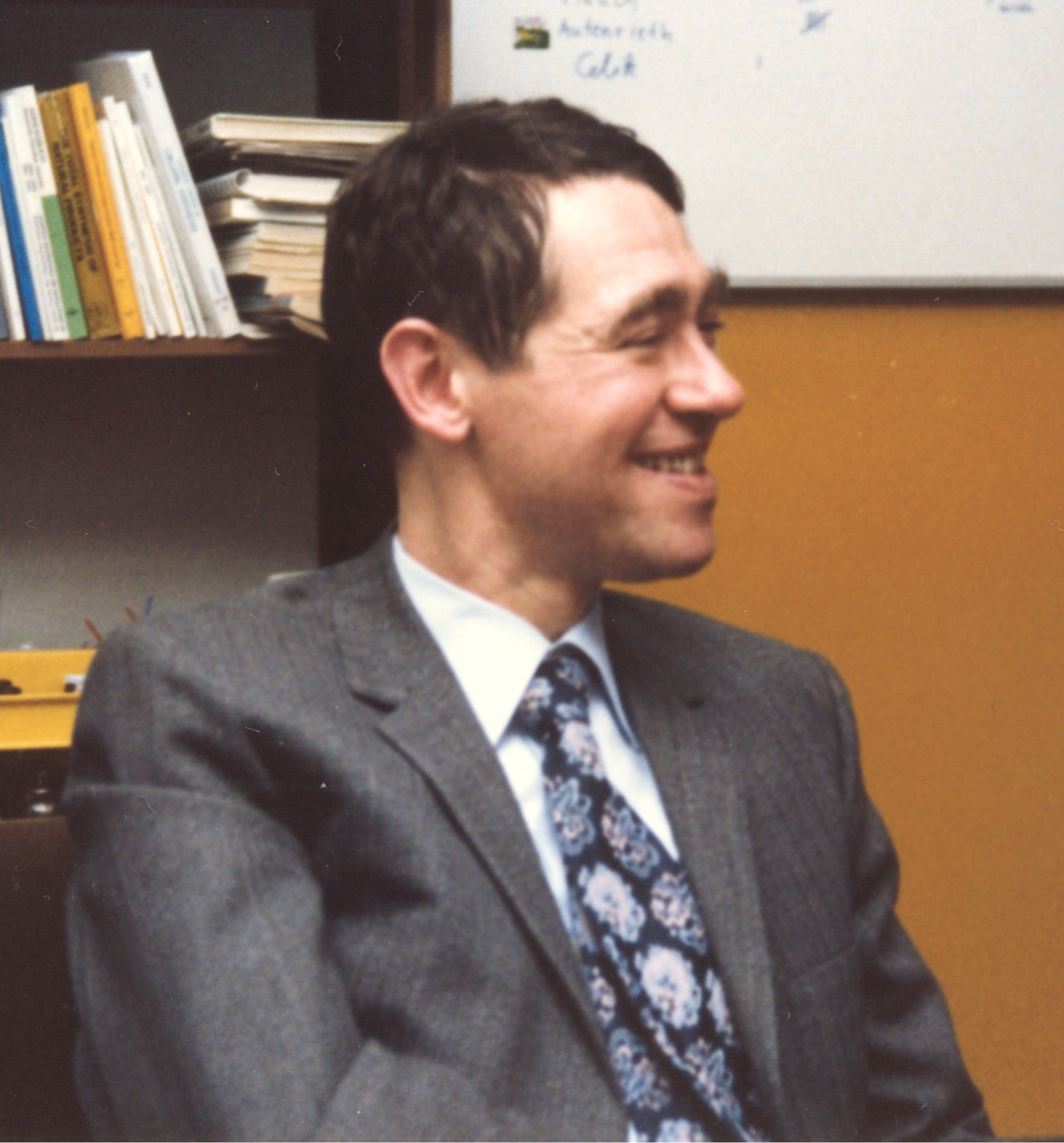
Johann Mulzer (ca. 1985)

Johann Mulzer (* 5. August 1944 in Prien am Chiemsee) ist ein deutscher Chemiker mit der Spezialisierung auf Organische Chemie und von 1996 bis 2012 Professor an der Universität Wien.

## Leben
Mulzer studierte von 1963 bis 1969 Chemie an der Ludwig-Maximilians-Universität München; 1969 erhielt er sein Diplom und wurde 1974 mit der Arbeit Stereoisomerisierung und Ringerweiterung bei Styrylcyclopropanen: ein Beitrag zum Trimethylen-Problem als akademischer Schüler von Rolf Huisgen an der LMU München promoviert.  Er ging für ein Jahr als Postdoktorand zu E. J. Corey an die Harvard University und habilitierte sich im Jahr 1980 wiederum in München. Im Jahr 1982 erhielt er eine C3-Professur an der Heinrich-Heine-Universität Düsseldorf, war von 1984 bis 1995 C4-Professor für Organische Chemie an der Freien Universität Berlin, und ging für ein Jahr an die Johann Wolfgang Goethe-Universität Frankfurt am Main. Im Jahr 1996 wechselte er auf eine Professur für organische Chemie an die Universität Wien. Seit 2012 ist er emeritiert.
Mulzer ist bekannt für seine Arbeiten zu Naturstoffsynthesen und Synthesemethoden.

## Wichtige Veröffentlichungen (Auswahl)
- Mulzer, Johann: Trying to rationalize total synthesis, In: Natural Product Reports (2014), 31(4), 595–603.
- Preindl, Johannes; Leitner, Christian; Baldauf, Simon; Mulzer, Johann: A Short Access to the Skeleton of Elisabethin A and Formal Syntheses of Elisapterosin B and Colombiasin A In: Organic Letters (2014), 16(16), 4276–4279.
- Toelle, Nina; Weinstabl, Harald; Gaich, Tanja; Mulzer, Johann: Light-mediated total synthesis of 17-deoxyprovidencin, In: Angewandte Chemie, International Edition (2014), 53(15), 3859–3862.
- Ramharter, Jürgen; Weinstabl, Harald; Mulzer, Johann: Synthesis of the Lycopodium Alkaloid (+)-Lycoflexine, In: Journal of the American Chemical Society (2010), 132(41), 14338–14339.
- Martin, Harry J.; Magauer, Thomas; Mulzer, Johann: In Pursuit of a Competitive Target: Total Synthesis of the Antibiotic Kendomycin  In: Angewandte Chemie, International Edition (2010), 49(33), 5614–5626.
- Marchart, Stefan; Gromov, Alexey; Mulzer, Johann: Total Synthesis of the Antibiotic Branimycin  In: Angewandte Chemie, International Edition (2010), 49(11), 2050–2053.
- Magauer, Thomas; Mulzer, Johann; Tiefenbacher, Konrad: Total Syntheses of (+)-Echinopine A and B: Determination of Absolute Stereochemistry, In: Organic Letters (2009), 11(22), 5306–5309.
- Gaich, Tanja; Mulzer, Johann: Total Synthesis of Penifulvin A, an Insecticide with a Dioxafenestrane Skeleton In: Journal of the American Chemical Society (2009), 131(2), 452–453.
- Prantz, Kathrin; Mulzer, Johann: Decarboxylative Grob-Type Fragmentations in the Synthesis of Trisubstituted Z Olefins: Application to Peloruside A, Discodermolide, and Epothilone D, In: Angewandte Chemie, International Edition (2009), 48(27), 5030–5033.
- Tiefenbacher, Konrad; Mulzer, Johann: Short formal synthesis of (–)-platencin, In: Angewandte Chemie, International Edition (2008), 47(33), 6199–6200.

## Preise und Auszeichnungen
- 2010 Emil-Fischer-Medaille der Gesellschaft deutscher Chemiker
- 2002 Wahl zum korrespondierenden Mitglied der mathematisch-naturwissenschaftlichen Klasse der Österreichischen Akademie der Wissenschaften
- 2002 Preis der Stadt Wien für Naturwissenschaften
- 1999 Erwin-Schrödinger-Preis der Österreichischen Akademie der Wissenschaften
- 1997 Ernst-Schering-Preis der Schering Research Foundation
- 1994 Leibniz-Preis der Deutschen Forschungsgemeinschaft